# Ledra
Ledra är ett släkte av insekter som beskrevs av Fabricius 1803. Ledra ingår i familjen dvärgstritar.

## Dottertaxa tillLedra, i alfabetisk ordning[1][2]
- Ledra arcuatifrons
- Ledra auditura
- Ledra aurita
- Ledra bilobata
- Ledra buschi
- Ledra cingalensis
- Ledra concolor
- Ledra conicifrons
- Ledra conifera
- Ledra cordata
- Ledra depravata
- Ledra dilatata
- Ledra dilatifrons
- Ledra dorsalis
- Ledra fumata
- Ledra gibba
- Ledra gigantea
- Ledra gutianshana
- Ledra hyalina
- Ledra imitatrix
- Ledra intermedia
- Ledra kosempoensis
- Ledra laevis
- Ledra lamella
- Ledra lineata
- Ledra longifrons
- Ledra muda
- Ledra mutica
- Ledra nigra
- Ledra nigrolineata
- Ledra obtusifrons
- Ledra orientalis
- Ledra pallida
- Ledra planifrons
- Ledra punctata
- Ledra quadricarina
- Ledra ranifrons
- Ledra reclinata
- Ledra rubiginosa
- Ledra rubricans
- Ledra rugosa
- Ledra serrulata
- Ledra solita
- Ledra sternalis
- Ledra sublata
- Ledra trigona
- Ledra truncatifrons
- Ledra tuberculifrons